# Aleksandr Guczkow
Aleksandr Iwanowicz Guczkow (ros. Александр Иванович Гучков, ur. 2 października?/14 października 1862 w Moskwie, zm. 14 lutego 1936 w Paryżu) – rosyjski polityk; przywódca Związku 17 Października (partia oktiabrystów); w latach 1910–1911 przewodniczący Dumy Państwowej. Po obaleniu caratu od 15 marca do 2 maja 1917 minister wojny w Rządzie Tymczasowym (gabinet ks. Georgija Lwowa); odszedł z rządu po kryzysie kwietniowym. Od rewolucji październikowej (listopad 1917) na emigracji, najpierw w Berlinie a następnie w Paryżu, gdzie zmarł w roku 1936.